# Референдум в Швейцарии (1896)
Референдумы в Швейцарии проходили 4 октября 1896 года. Избиратели решали 3 вопроса: по федеральным законам о гарантиях в торговле скотом, о системе учёта на железнодорожном транспорте и о дисциплинарных наказаниях в армии. Из трёх референдумов только федеральный закон по железнодорожному транспорту был одобрен избирателями.

## Избирательная система
Все три референдума были факультативным и для одобрения требовалось лишь большинство голосов избирателей.

## Результаты

### По торговле скотом
| Выбор                                | Голосов | %    |
| ------------------------------------ | ------- | ---- |
| За                                   | 174 880 | 45,5 |
| Против                               | 209 118 | 54,5 |
| Пустых бюллетеней                    | 20 483  | –    |
| Недействительных бюллетеней          | 6 827   | –    |
| Всего                                | 411 308 | 100  |
| Зарегистрированных избирателей/ Явка | 714 033 | 57,6 |
| Источник: Nohlen & Stöver            |         |      |

### Учёт на железнодорожном транспорте
| Выбор                                | Голосов | %    |
| ------------------------------------ | ------- | ---- |
| За                                   | 223 228 | 55,8 |
| Против                               | 176 577 | 44,2 |
| Пустых бюллетеней                    | 10 095  | –    |
| Недействительных бюллетеней          | 3 089   | –    |
| Всего                                | 412 989 | 100  |
| Зарегистрированных избирателей/ Явка | 714 033 | 57,8 |
| Источник: Nohlen & Stöver            |         |      |

### Дисциплинарные наказания в армии
| Выбор                                | Голосов | %    |
| ------------------------------------ | ------- | ---- |
| За                                   | 77 169  | 19,9 |
| Против                               | 310 992 | 80,1 |
| Пустых бюллетеней                    | 15 717  | –    |
| Недействительных бюллетеней          | 7 295   | –    |
| Всего                                | 411 173 | 100  |
| Зарегистрированных избирателей/ Явка | 714 033 | 57,6 |
| Источник: Nohlen & Stöver            |         |      |